# Praomys morio
Praomys morio es una especie de roedor de la familia Muridae.

## Distribución geográfica
Se encuentra en Camerún y la isla de Bioko.

## Hábitat
Su hábitat natural son: montañas subtropicales o tropicales (selva montana de Bioko y el monte Camerún). 

## Estado de conservación
Se encuentra amenazada de extinción por la pérdida de su hábitat natural.